# Gefallenendenkmal Gehrden

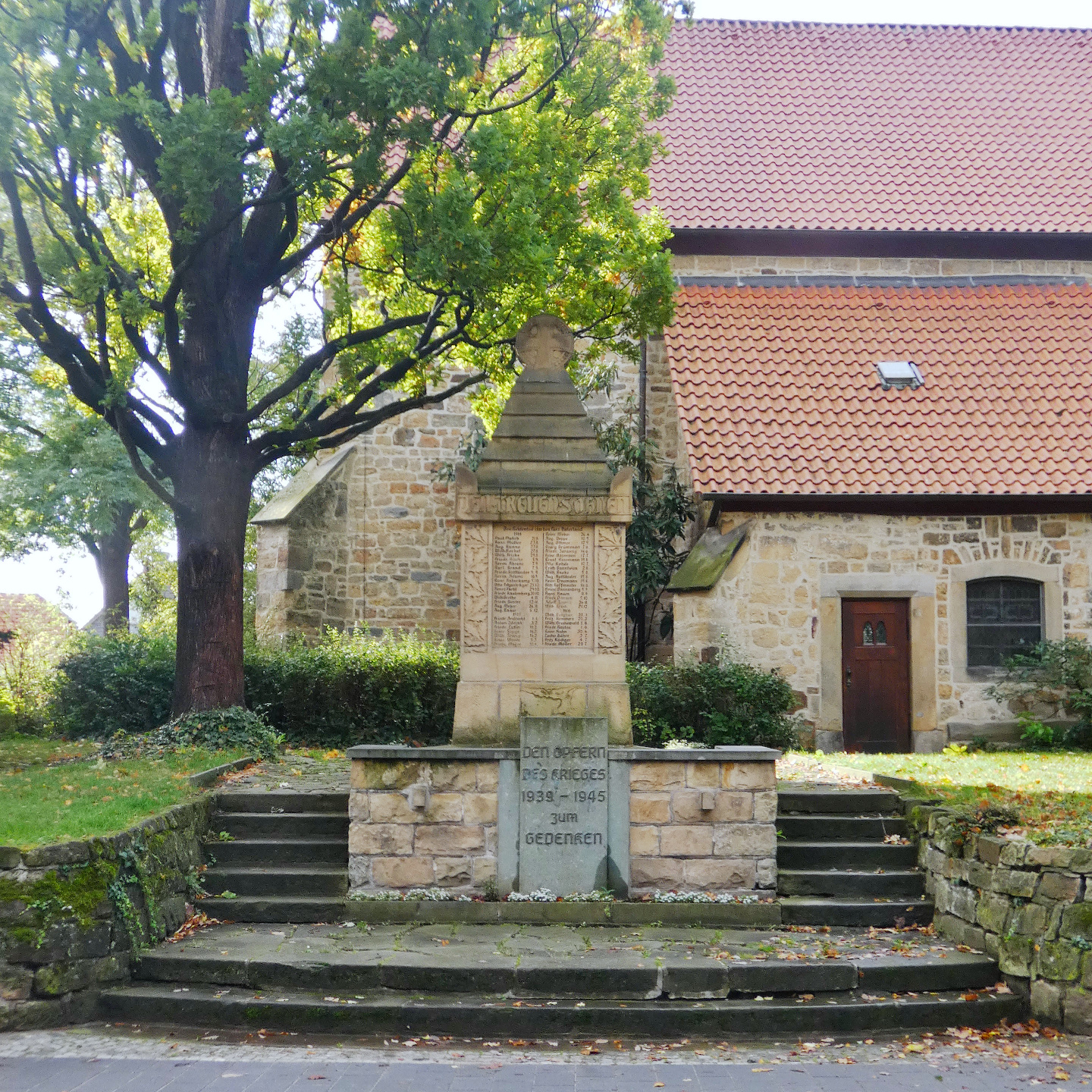
Das Denkmal an der Nordseite der Margarethenkirche in Gehrden

Das Gefallenendenkmal ist die Ehrenmal für die Gefallenen des Ersten und Zweiten Weltkriegs in Gehrden in der Region Hannover in Niedersachsen.
Das denkmalgeschützte Bauwerk steht an der Kirchstraße an der Margarethenkirche in Gehrden.

## Beschreibung
Im Ersten und Zweiten Weltkrieg fielen insgesamt 227 Gehrdener Soldaten. Ihre Namen sind in einem Gedenkbuch im Rathaus verzeichnet. Das aus Wealden-Sandstein errichtete Denkmal nennt die Namen und Lebensdaten der im Ersten Weltkrieg Gefallenen. An die im Zweiten Weltkrieg gefallenen Gehrdener soll die allgemein gehaltene Inschrift einer Steintafel aus Soester Grünsandstein  einige Treppenstufen unterhalb des Denkmals erinnern.
Im Jahr 2014 strebte der Heimatbund Niedersachsen an, mit einem neuen Denkmal auch an die Namen der im Zweiten Weltkrieg Gefallenen zu erinnern.

## Weitere Kriegerdenkmale in Gehrden
Das Kriegerdenkmal von 1871 neben dem Turm der Margarethenkirche erinnert an die Gefallenen des Deutsch-Französischen Krieges von 1870/71.
Das Holle-Denkmal auf dem Gehrdener Berg erinnert an den in der Schlacht bei Waterloo gefallenen Carl Ludewig von Holle. In der Lange Feldstraße gibt es seit 1986 ein Vertriebenendenkmal. Außerdem wurden bislang zwei Stolpersteine in Gehrden verlegt.
In den im Jahr 1971 nach Gehrden eingemeindeten Dörfern gibt es meist eigene Kriegerdenkmale.